# Jüdischer Friedhof (Heiligenhaus)

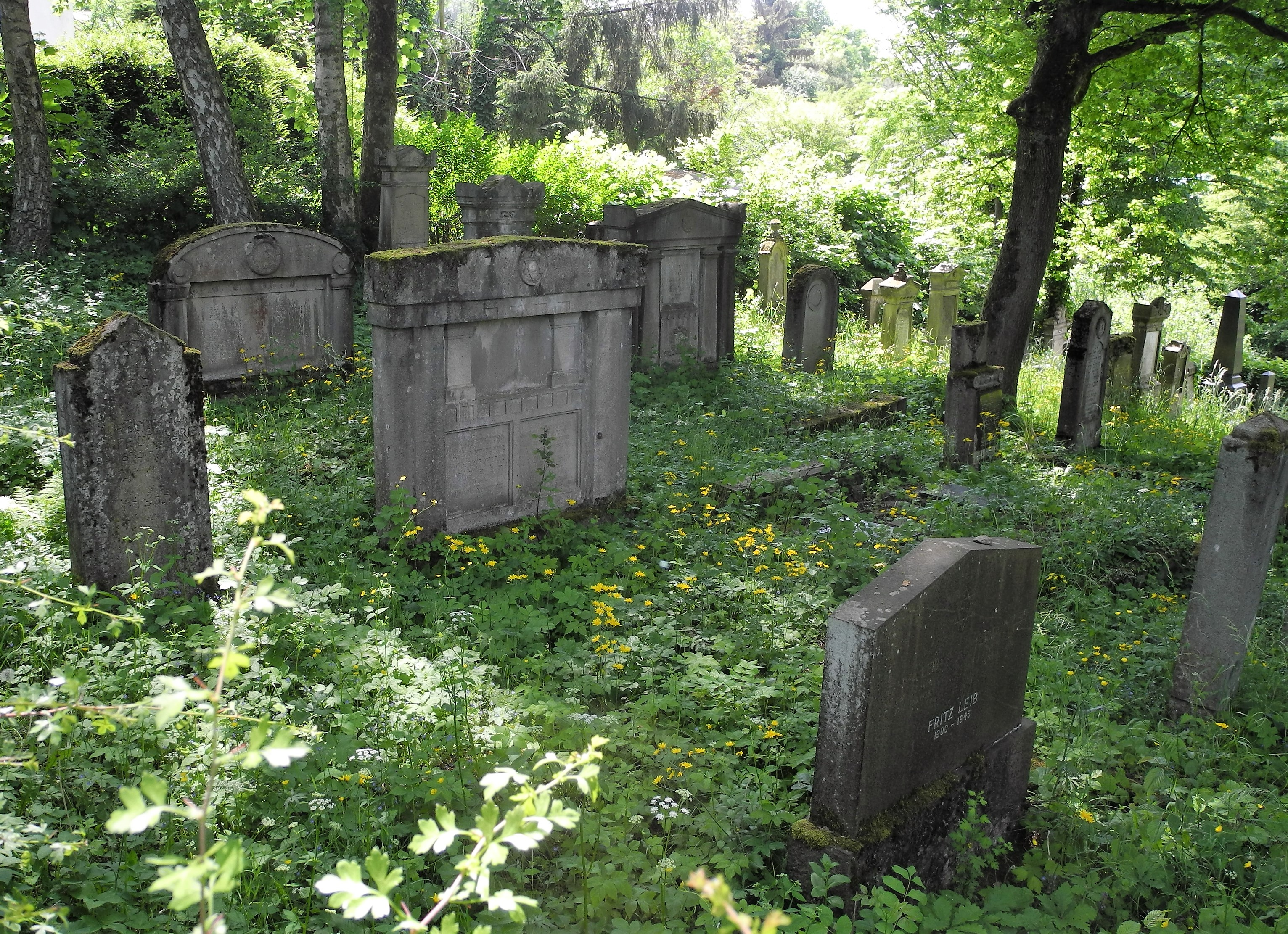
Heiligenhaus, Jüdischer Friedhof Görscheider Weg (2022)

Der Jüdische Friedhof Heiligenhaus ist ein jüdischer Friedhof in Heiligenhaus (Nordrhein-Westfalen). Der Begräbnisplatz liegt am Görscheider Weg zwischen Ratingen und Essen-Kettwig im Bereich „Am Tannenbaum“ unmittelbar an der Grenze zu Ratingen.

## Geschichte
Der sich heute auf dem Gebiet der Stadt Heiligenhaus befindende jüdische Friedhof gehörte zum historischen Ort „Kettwig vor der Brücke“, der heute als Stadtteil zu Essen gehört.
In Kettwig siedelten sich im 18. Jahrhundert erstmals jüdische Familien an. Die Größe der kleinen Gemeinde belief sich 1885 auf 36 und 1932 auf 45 Mitglieder. Um 1800 wird eine Synagoge erwähnt; vermutlich war dies schon das Gebäude, das bis zu seiner Zerstörung 1938 als Synagoge diente.
Der Friedhof am Görscheider Weg ist nach einem älteren, ab 1786 genutzten Friedhof am Blomericher Weg (in der Nähe des Blomericher Hofes in Ratingen), der zweite jüdische Begräbnisplatz der Kettwiger jüdischen Gemeinde. Er wurde von 1888 bis 1945 belegt, 59 Grabsteine sind erhalten. Der Friedhof ist heute umzäunt und verschlossen.